# Galapa

Bandeira de Galapa

Localização do município de Galapa no departamento de Atlántico.

Galapa é uma cidade da Colômbia, no departamento de Atlántico.